# Boris Milošević
Boris Milošević, cyr. Борис Милошевић (ur. 5 listopada 1974 w Szybeniku) – chorwacki polityk i prawnik narodowości serbskiej, parlamentarzysta, jeden z liderów Niezależnej Demokratycznej Partii Serbskiej, w latach 2020–2022 wicepremier.

## Życiorys
W 2000 ukończył studia prawnicze na Uniwersytecie w Rijece. W 2004 zdał egzamin adwokacki. Był aplikantem sędziowskim i radcą prawnym w organizacji humanitarnej. W latach 2007–2008 pracował jako sekretarz gminy Kistanje, później do 2012 był radcą prawnym Serbskiej Rady Narodowej, politycznej instytucji zajmującej się działaniami doradczymi i koordynującymi sprawy mniejszości serbskiej. Prowadził zajęcia na wydziale prawa Uniwersytetu w Zagrzebiu.
Działacz Niezależnej Demokratycznej Partii Serbskiej, w 2017 dołączył do prezydium partii. W latach 2012–2016 był zastępcą ministra administracji publicznej. W 2019 zastąpił Milorada Pupovaca na funkcji przewodniczącego Serbskiej Rady Narodowej; kierował tym gremium do 2020.
W wyborach w 2016 uzyskał mandat deputowanego do Zgromadzenia Chorwackiego. W 2020 z powodzeniem ubiegał się o poselską reelekcję. W lipcu 2020 powołany na wicepremiera do spraw społecznych i praw człowieka w utworzonym wówczas drugim rządzie Andreja Plenkovicia. Odszedł z gabinetu w kwietniu 2022 w związku z objęciem go postępowaniem prowadzonym przez służbę antykorupcyjną.